# Ciemniak

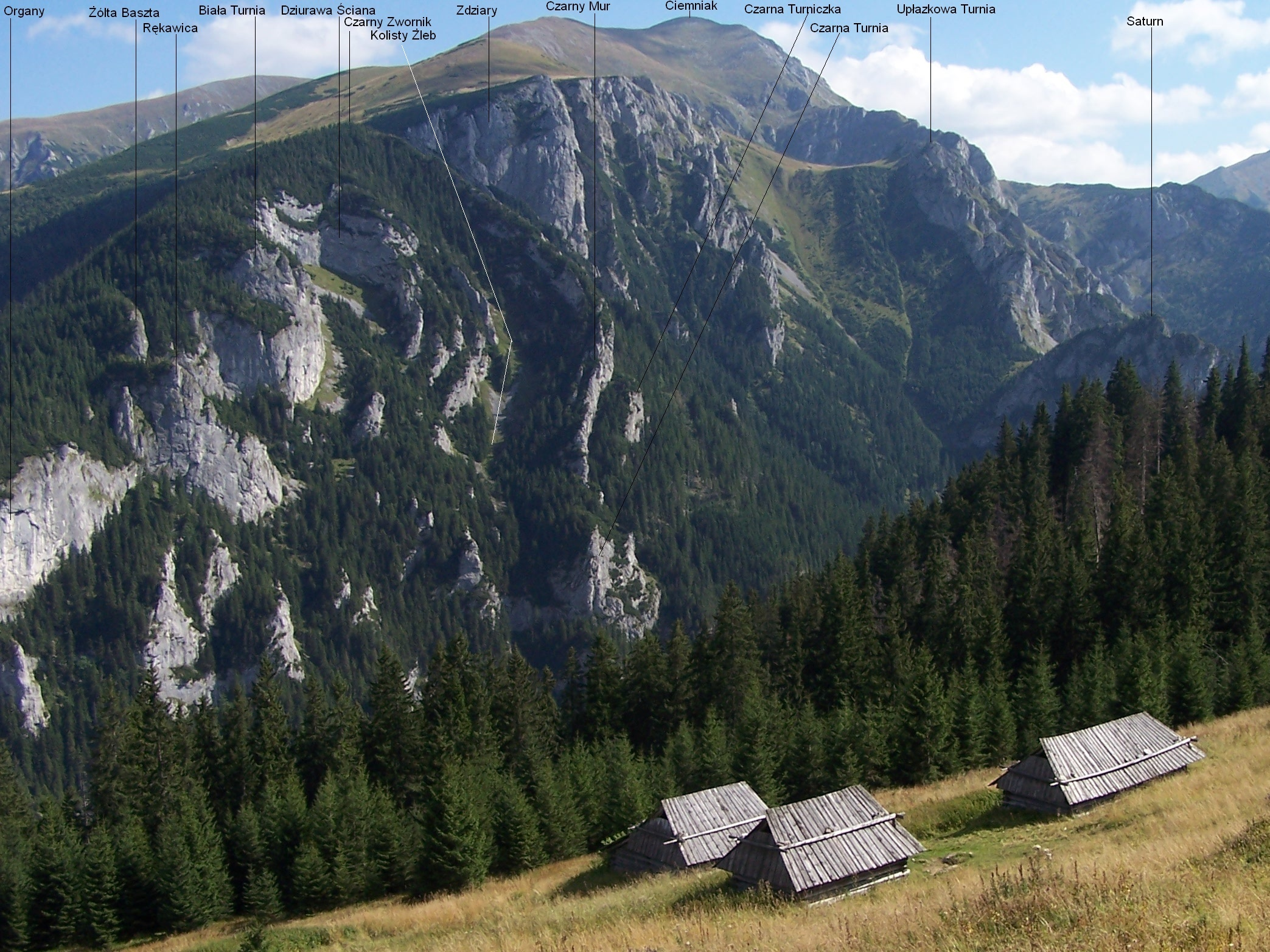
Blick von der Alm Polana Stoły

Die Ciemniak (tschechisch/slowakisch Temniak) ist ein Berg an der polnisch-slowakischen Grenze in der Westtatra mit 2096 Metern Höhe im Massiv der Czerwone Wierchy.

## Lage und Umgebung
Die Staatsgrenze verläuft über den Hauptgrat der Tatra, auf dem sich die Ciemniak befindet. Nördlich des Gipfels liegt das Tal Dolina Kościeliska, konkret sein Hängetal Dolina Pyszniańska.

## Tourismus
Die Ciemniak ist bei Wanderern beliebt. 

### Routen zum Gipfel
Der Wanderweg auf die Ciemniak führt entlang des Hauptkamms der Tatra und der polnisch-slowakischen Grenze.
- ▬ Der rot markierte Kammweg führt vom Tal Dolina Kościeliska über den Gipfel in die Hohe Tatra.
- ▬ Ein grün markierter Wanderweg führt von der Ornak-Hütte auf den Bergpass Chuda Przełączka und weiter auf den Gipfel.

Als Ausgangspunkt für eine Besteigung aus den Tälern eignen sich die Ornak-Hütte, Kondratowa-Hütte und die Chochołowska-Hütte.

## Belege
- Zofia Radwańska-Paryska, Witold Henryk Paryski, Wielka encyklopedia tatrzańska, Poronin, Wyd. Górskie, 2004, ISBN 83-7104-009-1.
- Tatry Wysokie słowackie i polskie. Mapa turystyczna 1:25.000, Warszawa, 2005/06, Polkart, ISBN 83-87873-26-8.

## Panorama

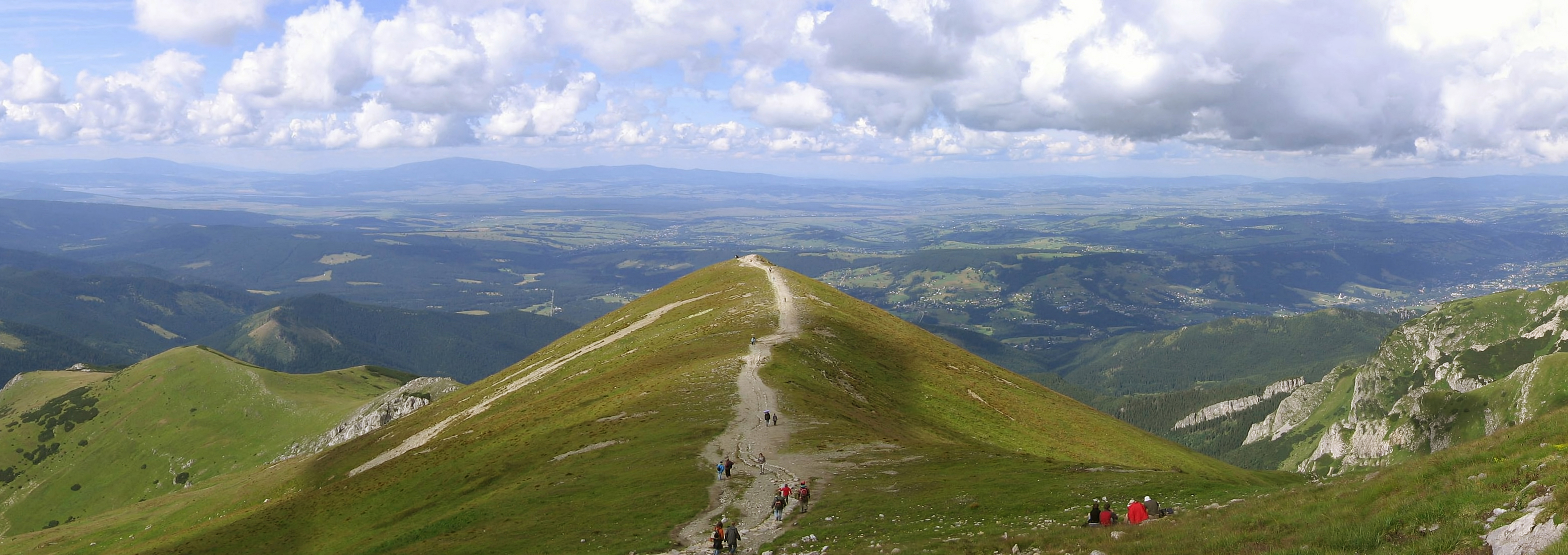
Blick vom Gipfel